# Lawrenceville, Illinois
Lawrenceville là một thành phố thuộc quận Lawrence, tiểu bang Illinois, Hoa Kỳ. Năm 2010, dân số của thành phố này là 4348 người.

## Dân số
Dân số qua các năm:
- Năm 2000: 4745 người.
- Năm 2010: 4348 người.